# Mylabris dentata
Mylabris dentata es una especie de coleóptero de la familia Meloidae.

## Distribución geográfica
Habita en Angola y Senegal.